# Science (časopis)
Science je akademski časopis Američke asocijacije za unapređenje nauke (AAAS) i jedan od najpopularnijih naučnih časopisa širom sveta.
Ovaj recenzirani časopis, čije objavljivanje je počelo 1880, se cirkuliše na nedeljnoj bazi. Njegova štampana verzija ima preko 130.000 preplatnika. Pošto institucioni preplatnici i onlajn pristup daju pristup velikom broju korisnika, procenjuje se da ovaj časopis čita preko 570.400 ljudi.
Glavni fokus časopisa je objavljivanje važnih naučnih israživanja i istraživačkih pregleda. Science takođe objavljuje novosti vezane za nauku, mišljenja o naučnoj politici i drugim temama koje su od intresa za naučnike i sve one koji su zainteresovani za široke implikacije nauke i tehnologije. Za razliku od većine naučnih časopisa, čiji fokus je na specifičnom polju, Science i njegov rival Nature pokrivaju celokupni opseg naučnih disciplina. Po izveštaju organizacije Journal Citation Reports, Science je 2014. imao impaktni faktor od 33.611.
Mada je Science časopis u pokroviteljstvu AAAS, od članova AAAS se ne zahteva da objavljuju u njemu. Časopis prihvata članke od autora širom sveta. Nadmetanje za objavu rada u ovom žurnalu je veoma intenzivno, zato što članak objavljen u tako visoko citiranom časopisu može da privuče znatnu pažnju i da utiče na karijeru autora. Manje od 10% podnesenih članka biva prihvaćeno za objavljivanje i svi istraživački članci prolaze kroz proces recenzije.
Science je baziran u Vašingtonu, D.C., SAD, sa drugim sedištem u Kambridžu, Engleska.

## Spoljašnje veze
- Званични веб-сајт